# Terreur blanche (Taïwan)
Pour les articles homonymes, voir Terreur blanche.
 (janvier 2015).
Si vous disposez d'ouvrages ou d'articles de référence ou si vous connaissez des sites web de qualité traitant du thème abordé ici, merci de compléter l'article en donnant les références utiles à sa vérifiabilité et en les liant à la section « Notes et références ».

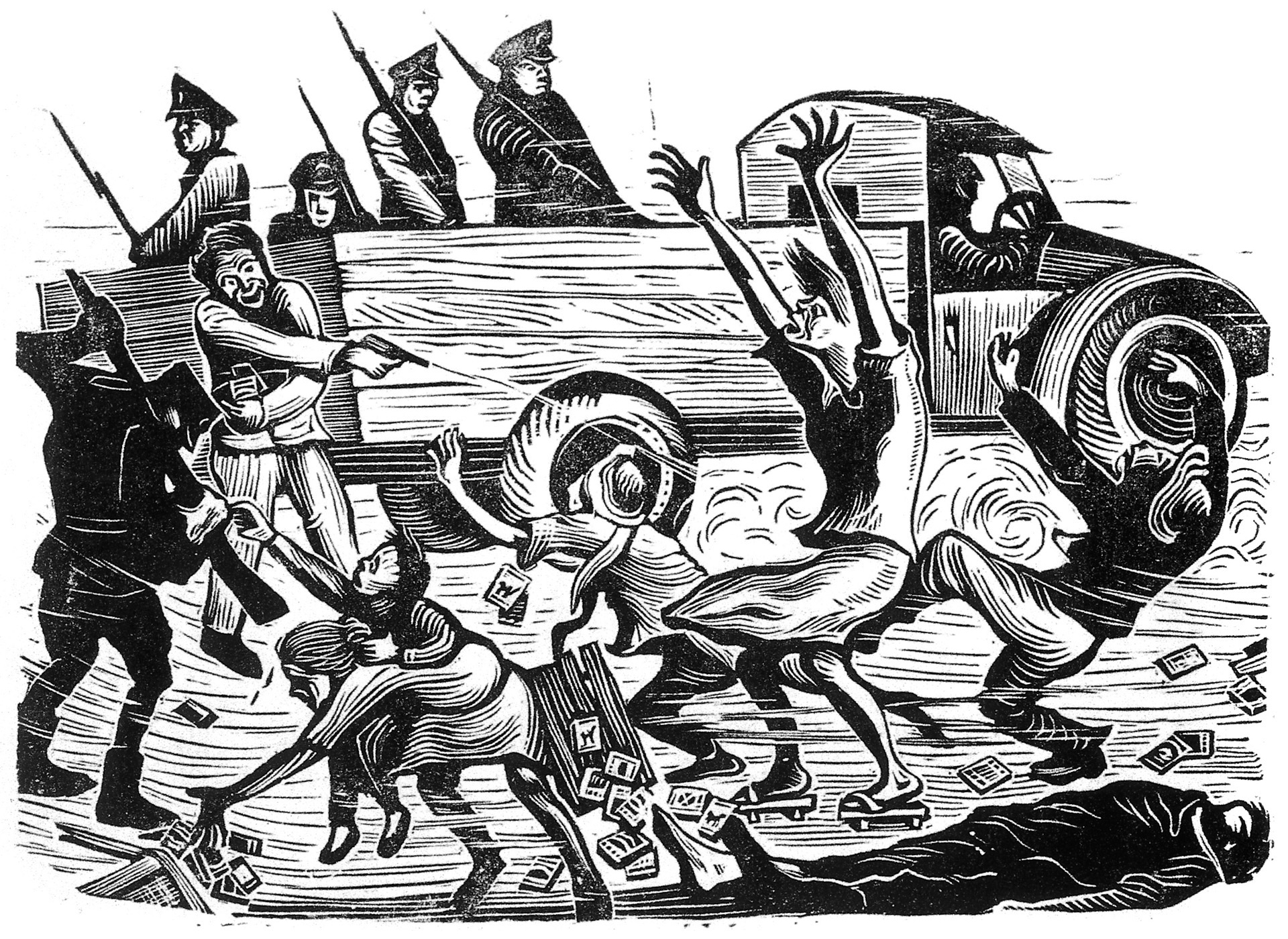
« Incident 228 », estampe xylographiée de.

La Terreur blanche de Taïwan (chinois : 白色恐怖 ; pinyin : báisè kǒngbù) est une période qui commença lors du massacre 228, le 28 février 1947, après que la population se fut soulevée contre le gouvernement contrôlé par le Kuomintang (parti nationaliste chinois), dirigé par Chiang Kaï-shek. Celui-ci établit la loi martiale, qui resta en place du 19 mai 1949 au 15 juillet 1987.
Pendant ces 38 ans de terreur, 140 000 personnes, principalement des intellectuels ou des membres de l'élite sociale, ont été emprisonnés par peur de leur sympathie pour le Parti communiste chinois ou de leur résistance au gouvernement nationaliste de la république de Chine, et entre 3 000 et 4 000, selon les estimations, ont été exécutées.

## Contexte
Le Parti communiste chinois était allié du Kuomintang lorsque celui-ci était dirigé par Sun Yat-sen, le fondateur de la république de Chine et les membres du parti communiste pouvaient alors appartenir aux deux partis. À cette époque, l'île de Taïwan était contrôlée par l'empire du Japon de par le traité de Shimonoseki de 1895, signé avec l'empire de Chine sous les Qing.
En mars 1925, Sun Yat-sen meurt et est remplacé par Chiang Kaï-shek, militaire faisant partie de la branche à droite du parti nationaliste. En mars 1926, il décrète la loi martiale sur la Chine à Guangzhou (Canton), en invoquant un complot contre lui et impose des restrictions à l'accès aux postes du parti aux communistes.
Début avril 1927, les ouvriers et communistes organisent des grèves à Shanghai. Chiang Kaï-shek fait appel à la Bande Verte, une triade locale, pour attaquer les grévistes. Le 9 avril, il déclare l'état d'urgence, et envoie le 11 des missives à toutes les sections du parti et demande la purge du parti des communistes. Lors du massacre de Shanghai, le 12 avril 1927, il envoie les troupes massacrer les ouvriers, on compte plus de 5 000 disparus. C'est l'élément déclencheur de la guerre civile chinoise entre le Parti communiste et le Parti nationaliste.
À la fin de la Seconde Guerre mondiale, la déclaration de la conférence de Potsdam (juillet-août 1945), reprenant la déclaration du Caire de novembre 1943, prévoit le transfert de souveraineté de Taïwan du Japon à la « Chine ». Or, le gouvernement ayant précédé le Japon à Taïwan, la dynastie Qing, avait disparu depuis 1910. Il fut décidé que le gouvernement nationaliste de la république de Chine assumerait la souveraineté, même si à cette époque sa légitimité était contestée.
Un gouvernement chinois n'ayant jamais contrôlé Taïwan prend donc le pouvoir sur l'île après cinquante ans d'occupation japonaise. Le 28 février 1947 commence l'incident 228, après que la population de l'île se soit révoltée le 27 novembre contre le gouverneur corrompu.